# 萨马街鄂温克民族乡
萨马街鄂温克民族乡是中华人民共和国内蒙古自治区呼伦贝尔市扎兰屯市下辖的一个民族乡。

## 行政区划
萨马街鄂温克民族乡下辖以下村级行政区划单位：
马隆沟村、护林村、团结村、猎民村、红炮台新村和哈拉口子村。